# Wadadli
Wadadli is een biermerk uit Antigua en Barbuda. Het bier wordt gebrouwen in Antigua Brewery (onderdeel van Royal Unibrew) te St. John's op Antigua. 
Het is een blonde lager met een alcoholpercentage van 5%. Het bier wordt sinds 1993 gebrouwen en is het populairste merk van de brouwerij. Wadadli verwijst naar de oude benaming van het eiland Antigua.